# إدارة التغيير (حاسوب)
إدارة التغيير في خدمات تقنية المعلومات (بالإنكليزية: Change management (ITSM) هو مساق يهدف إلى التأكد من استخدام أساليب وإجراءات موحدة لمعالجة جميع التغييرات في البنية التحتية بفعالية وسرعة للسيطرة عليها، من أجل تقليل عدد الحوادث وتأثيراتها على الخدمة.
وهناك عدة احتمالات تفرض تغييرات في البنى التحتية لتكنولوجيا المعلومات:
- كردة فعل استجابة لنشؤ مشاكل أو لتنفيذ قوانين مفروضة من الخارج، مثل التغييرات التشريعية،
- كفعل استباقي التماسا لتحسين الكفاءة والفعالية أو لتنفيذ مبادرات من ناحية الأعمال،
- أو من أجل تحسين الخدمة.

تضمن إدارة التغيير لتباع طرق موحدة لتطبيق العمليات والإجراءات التي تستخدم في كافة التغييرات، كما تسهل التعامل بكفاءة وفورية في جميع التغييرات، والحفاظ على التوازن السليم بين الحاجة إلى التغيير والتأثير المحتمل الضارة للتغييرات.